# Presidente de la Asamblea General de las Naciones Unidas

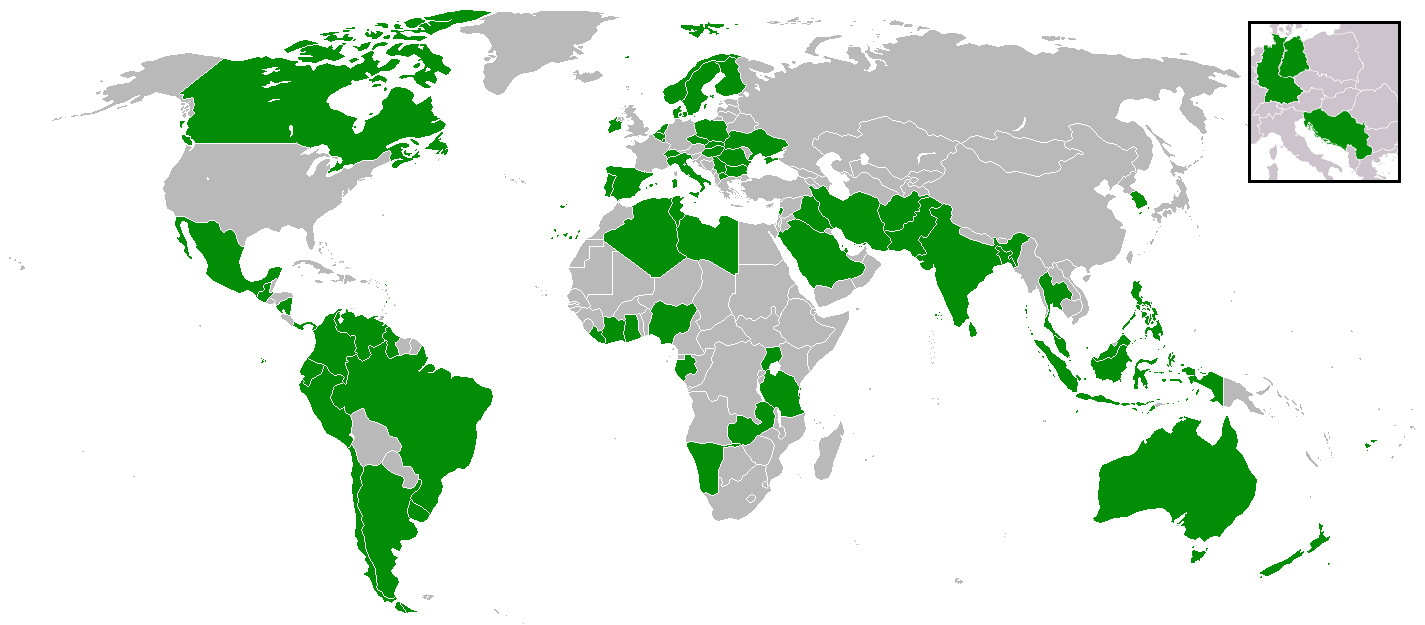
Mapa mundi que muestra los países de origen de los presidentes de la Asamblea General de Naciones Unidas.

El Presidente de la Asamblea General de Naciones Unidas es una posición designada por los votos de los representantes en la Asamblea General de Naciones Unidas (AGNU) sobre una base anual. El actual presidente del 79.º Consejo de las Naciones Unidas es el ex primer ministro camerunés Philémon Yang, elegido en junio de 2024 y ratificado en septiembre del mismo año por la Organización de las Naciones Unidas.

## Elecciones
La sesión de la asamblea general está prevista cada año a partir de septiembre - toda asamblea especial, o especial de emergencia, durante el próximo año estará encabezada por el presidente de la AGNU.
La presidencia rota anualmente entre cinco grupos geográficos: África, Asia-Pacífico, Europa oriental, América Latina y el Caribe, y los países de Europa occidental y otros estados.
Debido a su estatura de gran alcance a nivel mundial, algunos de los países más grandes y poderosos nunca han ocupado la presidencia, como China, Francia, Japón, Rusia, el Reino Unido y los Estados Unidos. En particular, es habitual que un ciudadano de un país miembro permanente del Consejo de Seguridad de las Naciones Unidas no sirva como presidente de la Asamblea General.
Chile, Argentina, Hungría y Ecuador son los únicos países que han tenido a personas diferentes elegidas presidente de la Asamblea General de Naciones Unidas, es decir, estos países tuvieron varias presidencias, pero con por lo menos dos presidentes distintos. Todos los demás Estados miembros que han tenido la presidencia de la AGNU, lo hicieron solo con un representante.

## Reforma
Criterios claros y adecuados han sido propuestas con anterioridad al examen de las candidaturas y establecer un "comité electoral" o, alternativamente, un comité de búsqueda. Los criterios incluyen:
- Disponibilidad para prestar una atención a tiempo completo durante muchos meses;
- Independencia política;
- Experiencia de liderazgo multilateral, incluyendo la negociación y las habilidades de creación de consenso y la capacidad para hacer frente a múltiples actores poderosos, y
- Comprensión profunda de la Carta de las Naciones Unidas.

Otras propuestas incluyen la votación presidencial de los ciudadanos de todo el mundo para elegir al presidente de la AGNU.

## Presidentes electos
| Sesión                                        | Año  | Presidente                   | País miembro                  | Región        |
| --------------------------------------------- | ---- | ---------------------------- | ----------------------------- | ------------- |
| Primera                                       | 1946 | Paul-Henri Spaak             | Bélgica                       | EUR           |
| Primera especial                              | 1947 | Oswaldo Aranha               | Brasil                        | AL            |
| Segunda                                       | 1947 | Oswaldo Aranha               | Brasil                        | AL            |
| Segunda especial                              | 1948 | José Arce                    | Argentina                     | AL            |
| Tercera                                       | 1948 | Herbert Vere Evatt           | Australia                     | MN            |
| Cuarta                                        | 1949 | Carlos P. Romulo             | Filipinas                     | EOyA          |
| Quinta                                        | 1950 | Nasrollah Entezam            | Irán                          | EOyA          |
| Sexta                                         | 1951 | Luis Padilla Nervo           | México                        | AL            |
| Séptima                                       | 1952 | Lester B. Pearson            | Canadá                        | MN            |
| Octava                                        | 1953 | Vijaya Lakshmi Pandit        | India                         | MN            |
| Novena                                        | 1954 | Eelco van Kleffens           | Países Bajos                  | EUR           |
| Décima                                        | 1955 | José Maza Fernández          | Chile                         | AL            |
| Primera especial de emergencia                | 1956 | Rudecindo Ortega             | Chile                         | AL            |
| Segunda especial de emergencia                | 1956 | Rudecindo Ortega             | Chile                         | AL            |
| Decimoprimera                                 | 1956 | Wan Waithayakon              | Tailandia                     | EOyA          |
| Decimosegunda                                 | 1957 | Leslie Munro                 | Nueva Zelanda                 | MN            |
| Tercera especial de emergencia                | 1958 | Leslie Munro                 | Nueva Zelanda                 | MN            |
| Decimotercera                                 | 1958 | Charles Malik                | Líbano                        | OM            |
| Decimocuarta                                  | 1959 | Víctor Andrés Belaúnde       | Perú                          | AL            |
| Cuarta especial de emergencia                 | 1960 | Víctor Andrés Belaúnde       | Perú                          | AL            |
| Decimoquinta                                  | 1960 | Frederick Henry Boland       | Irlanda                       | EUR           |
| Tercera especial                              | 1961 | Frederick Henry Boland       | Irlanda                       | EUR           |
| Decimosexta                                   | 1961 | Mongi Slim                   | Túnez                         | OM            |
| Decimoséptima                                 | 1962 | Muhammad Zafarullah Khan     | Pakistán                      | MN            |
| Cuarta especial                               | 1963 | Muhammad Zafarullah Khan     | Pakistán                      | MN            |
| Decimoctava                                   | 1963 | Carlos Sosa Rodríguez        | Venezuela                     | AL            |
| Decimonovena                                  | 1964 | Alex Quaison-Sackey          | Ghana                         | MN            |
| Vigésima                                      | 1965 | Amintore Fanfani             | Italia                        | EUR           |
| Vigésimo primera                              | 1966 | Abdul Rahman Pazhwak         | Reino de Afganistán           | Asia          |
| Quinta especial                               | 1967 | Abdul Rahman Pazhwak         | Reino de Afganistán           | Asia          |
| Quinta especial de emergencia                 | 1967 | Abdul Rahman Pazhwak         | Reino de Afganistán           | Asia          |
| Vigésimo segunda                              | 1967 | Corneliu Mănescu             | Rumania                       | EEG           |
| Vigésimo tercera                              | 1968 | Emilio Arenales Catalán      | Guatemala                     | GRULAC        |
| Vigésimo cuarta                               | 1969 | Angie Elisabeth Brooks       | Liberia                       | África        |
| Vigésimo quinta                               | 1970 | Edvard Hambro                | Noruega                       | WEOG          |
| Vigésimo sexta                                | 1971 | Adam Malik                   | Indonesia                     | Asia          |
| Vigésimo séptima                              | 1972 | Stanisław Trepczyński        | Polonia                       | EEG           |
| Vigésimo octava                               | 1973 | Leopoldo Benites             | Ecuador                       | GRULAC        |
| Sexta especial                                | 1974 | Leopoldo Benites             | Ecuador                       | GRULAC        |
| Vigésimo novena                               | 1974 | Abdelaziz Bouteflika         | Argelia                       | África        |
| Séptima especial                              | 1975 | Abdelaziz Bouteflika         | Argelia                       | África        |
| Trigésima                                     | 1975 | Gaston Thorn                 | Luxemburgo                    | WEOG          |
| Trigésimo primera                             | 1976 | Hamilton Shirley Amerasinghe | Sri Lanka                     | Asia          |
| Trigésimo segunda                             | 1977 | Lazar Mojsov                 | Yugoslavia                    | EEG           |
| Octava especial                               | 1978 | Lazar Mojsov                 | Yugoslavia                    | EEG           |
| Novena especial                               | 1978 | Lazar Mojsov                 | Yugoslavia                    | EEG           |
| Décima especial                               | 1978 | Lazar Mojsov                 | Yugoslavia                    | EEG           |
| Trigésimo tercera                             | 1978 | Indalecio Liévano Aguirre    | Colombia                      | GRULAC        |
| Trigésimo cuarta                              | 1979 | Salim Ahmed Salim            | Tanzania                      | África        |
| Sexta especial de emergencia                  | 1980 | Salim Ahmed Salim            | Tanzania                      | África        |
| Séptima especial de emergencia                | 1980 | Salim Ahmed Salim            | Tanzania                      | África        |
| Decimoprimera especial                        | 1980 | Salim Ahmed Salim            | Tanzania                      | África        |
| Trigésimo quinta                              | 1980 | Rüdiger von Wechmar          | Alemania Occidental           | WEOG          |
| Octava especial de emergencia                 | 1981 | Rüdiger von Wechmar          | Alemania Occidental           | WEOG          |
| Trigésimo sexta                               | 1981 | Ismat T. Kittani             | Irak                          | Asia          |
| Séptima especial de emergencia (Continuación) | 1982 | Ismat T. Kittani             | Irak                          | Asia          |
| Novena especial de emergencia                 | 1982 | Ismat T. Kittani             | Irak                          | Asia          |
| Decimosegunda especial                        | 1982 | Ismat T. Kittani             | Irak                          | Asia          |
| Trigésimo séptima                             | 1982 | Imre Hollai                  | Hungría                       | EEG           |
| Trigésimo octava                              | 1983 | Jorge E. Illueca             | Panamá                        | GRULAC        |
| Trigésimo novena                              | 1984 | Paul J. F. Lusaka            | Zambia                        | África        |
| Cuadragésima                                  | 1985 | Jaime de Piniés              | España                        | WEOG          |
| Decimotercera especial                        | 1986 | Jaime de Piniés              | España                        | WEOG          |
| Cuadragésimo primera                          | 1986 | Humayun Rashid Choudhury     | Bangladés                     | Asia          |
| Decimocuarta especial                         | 1986 | Humayun Rashid Choudhury     | Bangladés                     | Asia          |
| Cuadragésimo segunda                          | 1987 | Peter Florin                 | República Democrática Alemana | EEG           |
| Decimoquinta especial                         | 1988 | Peter Florin                 | República Democrática Alemana | EEG           |
| Cuadragésimo tercera                          | 1988 | Dante Maria Caputo           | Argentina                     | GRULAC        |
| Cuadragésimo cuarta                           | 1989 | Joseph Nanven Garba          | Nigeria                       | África        |
| Decimosexta especial                          | 1989 | Joseph Nanven Garba          | Nigeria                       | África        |
| Decimoséptima especial                        | 1990 | Joseph Nanven Garba          | Nigeria                       | África        |
| Decimoctava especial                          | 1990 | Joseph Nanven Garba          | Nigeria                       | África        |
| Cuadragésimo quinta                           | 1990 | Guido de Marco               | Malta                         | WEOG          |
| Cuadragésimo sexta                            | 1991 | Samir Shihabi                | Arabia Saudita                | Asia          |
| Cuadragésimo séptima                          | 1992 | Stoyan Ganev                 | Bulgaria                      | EEG           |
| Cuadragésimo octava                           | 1993 | Samuel Insanally             | Guyana                        | GRULAC        |
| Cuadragésimo novena                           | 1994 | Amara Essy                   | Costa de Marfil               | África        |
| Quincuagésima                                 | 1995 | Diogo Freitas do Amaral      | Portugal                      | WEOG          |
| Quincuagésimo primera                         | 1996 | Razali Ismail                | Malasia                       | Asia          |
| Décima especial de emergencia                 | 1997 | Razali Ismail                | Malasia                       | Asia          |
| Decimonovena especial                         | 1997 | Razali Ismail                | Malasia                       | Asia          |
| Quincuagésimo segunda                         | 1997 | Hennadiy Udovenko            | Ucrania                       | EEG           |
| Décima especial de emergencia (Continuación)  | 1998 | Hennadiy Udovenko            | Ucrania                       | EEG           |
| Vigésima especial                             | 1998 | Hennadiy Udovenko            | Ucrania                       | EEG           |
| Quincuagésimo tercera                         | 1998 | Didier Opertti Badan         | Uruguay                       | GRULAC        |
| Décima especial de emergencia (Continuación)  | 1999 | Didier Opertti Badan         | Uruguay                       | GRULAC        |
| Vigésimo primera especial                     | 1999 | Didier Opertti Badan         | Uruguay                       | GRULAC        |
| Quincuagésimo cuarta                          | 1999 | Theo-Ben Gurirab             | Namibia                       | África        |
| Vigésimo segunda especial                     | 1999 | Theo-Ben Gurirab             | Namibia                       | África        |
| Vigésimo tercera especial                     | 2000 | Theo-Ben Gurirab             | Namibia                       | África        |
| Vigésimo cuarta especial                      | 2000 | Theo-Ben Gurirab             | Namibia                       | África        |
| Quincuagésimo quinta                          | 2000 | Harri Holkeri                | Finlandia                     | WEOG          |
| Décima especial de emergencia (Continuación)  | 2000 | Harri Holkeri                | Finlandia                     | WEOG          |
| Vigésimo quinta especial                      | 2001 | Harri Holkeri                | Finlandia                     | WEOG          |
| Vigésimo sexta especial                       | 2001 | Harri Holkeri                | Finlandia                     | WEOG          |
| Quincuagésimo sexta                           | 2001 | Han Seung-soo                | Corea del Sur                 | Asia          |
| Décima especial de emergencia (Continuación)  | 2001 | Han Seung-soo                | Corea del Sur                 | Asia          |
| Vigésima séptima especial                     | 2002 | Han Seung-soo                | Corea del Sur                 | Asia          |
| Quincuagésimo séptima                         | 2002 | Jan Kavan                    | República Checa               | EEG           |
| Décima especial de emergencia (Continuación)  | 2002 | Jan Kavan                    | República Checa               | EEG           |
| Quincuagésimo octava                          | 2003 | Julian Hunte                 | Santa Lucía                   | GRULAC        |
| Décima especial de emergencia (Continuación)  | 2003 | Julian Hunte                 | Santa Lucía                   | GRULAC        |
| Quincuagésimo novena                          | 2004 | Jean Ping                    | Gabón                         | África        |
| Vigésima octava especial                      | 2005 | Jean Ping                    | Gabón                         | África        |
| Sexagésima                                    | 2005 | Jan Eliasson                 | Suecia                        | WEOG          |
| Sexagésimo primera                            | 2006 | Haya Rashed Al-Khalifa       | Baréin                        | Asia          |
| Décima especial de emergencia (Continuación)  | 2006 | Haya Rashed Al-Khalifa       | Baréin                        | Asia          |
| Sexagésimo segunda                            | 2007 | Srgjan Kerim                 | Macedonia del Norte           | EEG           |
| Sexagésimo tercera                            | 2008 | Miguel d'Escoto Brockmann    | Nicaragua                     | GRULAC        |
| Sexagésimo cuarta                             | 2009 | Ali Abdussalam Treki         | Libia                         | África        |
| Sexagésimo quinta                             | 2010 | Joseph Deiss                 | Suiza                         | WEOG          |
| Sexagésimo sexta                              | 2011 | Nassir Abdulaziz Al-Nasser   | Catar                         | Asia          |
| Sexagésimo séptima                            | 2012 | Vuk Jeremić                  | Serbia                        | EEG           |
| Sexagésimo octava                             | 2013 | John William Ashe            | Antigua y Barbuda             | GRULAC        |
| Sexagésimo novena                             | 2014 | Sam Kutesa                   | Uganda                        | África        |
| Vigésima novena especial                      | 2014 | Sam Kutesa                   | Uganda                        | África        |
| Septuagésima                                  | 2015 | Mogens Lykketoft             | Dinamarca                     | WEOG          |
| Trigésima especial                            | 2016 | Mogens Lykketoft             | Dinamarca                     | WEOG          |
| Septuagésima primera                          | 2016 | Peter Thomson                | Fiyi                          | Asia-Pacífico |
| Septuagésima segunda                          | 2017 | Miroslav Lajčák              | Eslovaquia                    | WEOG          |
| Décima especial de emergencia (Continuación)  | 2017 | Miroslav Lajčák              | Eslovaquia                    | WEOG          |
| Septuagésima tercera                          | 2018 | María Fernanda Espinosa      | Ecuador                       | GRULAC        |
| Septuagésima cuarta                           | 2019 | Tijjani Muhammad-Bande       | Nigeria                       | África        |
| Septuagésima quinta                           | 2020 | Volkan Bozkır                | Turquía                       | WEOG          |
| Septuagésima sexta                            | 2021 | Abdulla Shahid               | Maldivas                      | Asia-Pacífico |
| Septuagésima séptima                          | 2022 | Csaba Kőrösi                 | Hungría                       | EEG           |
| Septuagésima octava                           | 2023 | Dennis Francis               | Trinidad y Tobago             | GRULAC        |
| Septuagésima novena                           | 2024 | Philémon Yang                | Camerún                       | África        |

Abreviaturas:
Hasta 1965:
- MN: Asiento de la Mancomunidad de Naciones
- EOyA: Asiento de Europa Oriental y Asia
- AL: Asiento de América Latina
- OM: Asiento de Oriente Medio
- EUR: Asiento de Europa Occidental

Desde 1966:
- África - Grupo de África
- Asia - Grupo de Asia, desde 2011 engloba a la región Asia-Pacífico
- EEG - Grupo de Europa Oriental
- GRULAC - Grupo de Latinoamérica y el Caribe
- WEOG - Grupo de Europa Occidental y otros